# Victor Heerman
Victor Heerman (Surrey, 27 agosto 1893 – Los Angeles, 3 novembre 1977) è stato uno sceneggiatore e regista statunitense.
Nato in Inghilterra, nel 1934 si aggiudicò l'Oscar alla migliore sceneggiatura non originale insieme alla moglie Sarah Y. Mason per il film Piccole donne di George Cukor.

## Biografia
Trasferitosi da piccolo a New York con la madre costumista teatrale, nel 1911 Victor Heerman si recò a Los Angeles per entrare nel mondo del cinema. Dopo aver scritto e diretto alcuni cortometraggi prodotti da Mack Sennett incontrò la giovane sceneggiatrice e assistente alla produzione Sarah Y. Mason, con la quale si sposò nel 1920 e iniziò una prolifica collaborazione. Tra i film per i quali scrissero la sceneggiatura da ricordare soprattutto Piccole donne del 1933, che valse alla coppia il premio Oscar e che sarebbe stato riportato sullo schermo nel 1949, The Age of Innocence di Philip Moeller del 1934 e Al di là delle tenebre di John M. Stahl del 1935, girato di nuovo nel 1954 da Douglas Sirk e distribuito in Italia col titolo Magnifica ossessione.
Tra le pellicole dirette da Victor Heerman tra il 1920 e il 1930 da ricordare in particolare Animal Crackers) del 1930, secondo film interpretato dai fratelli Marx.

## Filmografia

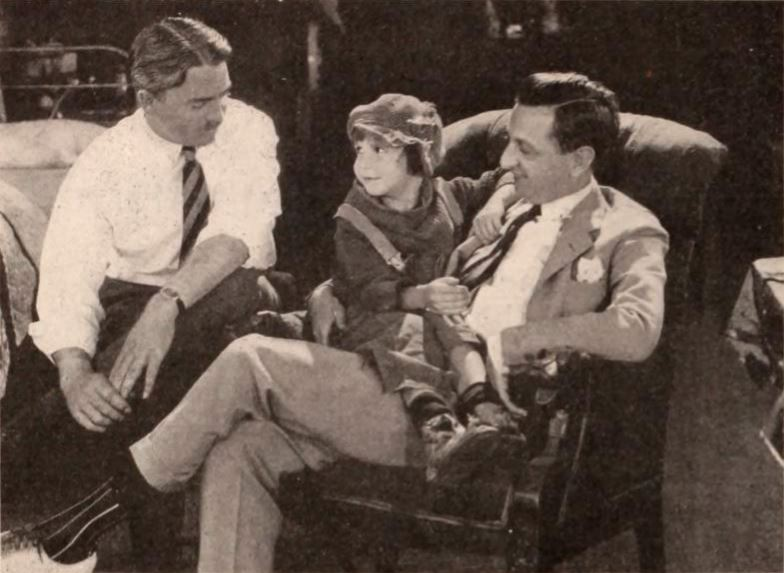
Victor Heerman con Jackie Coogan (al centro) e il produttore Sol Lesser, sul set di My Boy del 1921

### Regista
- Ella amava un lupo di mare (She Loved a Sailor) - cortometraggio (1916)
- Stars and Bars - cortometraggio (1917)
- A Maiden's Trust, co-regia di Harry Williams - cortometraggio (1917)
- Are Waitresses Safe?, co-regia di Hampton Del Ruth - cortometraggio (1917)
- Watch Your Neighbor, co-regia di Hampton Del Ruth - cortometraggio (1918)
- His Naughty Wife - cortometraggio (1919)
- Chicken à la Cabaret - cortometraggio (1920)
- The River's End, co-regia di Marshall Neilan (1920)
- Don't Ever Marry, co-regia di Marshall Neilan (1920)
- Prestami tua moglie (The Poor Simp) (1920)
- Ah! Sposiamoci subito! (The Chicken in the Case) (1921)
- Il mio bambino (My Boy) , co-regia di Albert Austin (1921)
- John Smith (1922)
- Love Is an Awful Thing (1922)
- Modern Marriage, co-regia di Lawrence C. Windom (1923)
- Roberto di Hentzau (Rupert of Hentzau) (1923)
- La voragine splendente (The Dangerous Maid) (1923)
- The Confidence Man (1924)
- Old Home Week (1925)
- La misteriosa avventura (Irish Luck) (1925)
- For Wives Only (1926)
- Rubber Heels (1927)
- Ladies Must Dress (1927)
- Love Hungry (1928)
- Personality (1930)
- Moonlight and Romance (1930)
- Paramount revue (Paramount on Parade), co-regia di Dorothy Arzner e altri (1930)
- Animal Crackers (1930)
- Galas de la Paramount, co-regia di Dorothy Arzner e altri (1930)
- For the Love o' Lil, co-regia di James Tinling (1930)
- Sea Legs (1930)
- I gioielli rubati (The Stolen Jools) (1931)

### Sceneggiatore
- A Divorce of Convenience, regia di Robert Ellis - soggetto (1921)
- Love Is an Awful Thing, regia di Victor Heerman (1922)
- Modern Matrimony, regia di Lawrence C. Windom (1923)
- Piccole donne (Little Women), regia di George Cukor (1933)
- The Age of Innocence, regia di Philip Moeller (1934)
- Lo specchio della vita (Imitation of Life), regia di John M. Stahl (1934)
- Amore tzigano (The Little Minister), regia di Richard Wallace (1934)
- Quando si ama (Break of Hearts), regia di Philip Moeller (1935)
- Al di là delle tenebre (Magnificent Obsession), regia di John M. Stahl (1935)
- Amore sublime (Stella Dallas), regia di King Vidor (1937)
- Passione (Golden Boy), regia di Rouben Mamoulian (1939)
- Orgoglio e pregiudizio (Pride and Prejudice), regia di Robert Z. Leonard (1940)
- Marinai allegri (A Girl, a Guy, and a Gob), regia di Richard Wallace (1941)
- Incontriamoci a Saint Louis (Meet Me in St. Louis), regia di Vincente Minnelli (1944)
- Piccole donne (Little Women), regia di Mervyn LeRoy (1949)
- Magnifica ossessione (Magnificent Obsession), regia di Douglas Sirk (1954)

### Produttore
- La misteriosa avventura (Irish Luck), regia di Victor Heerman (1925)